# アレッテ
アレッテ（スペイン語:Arette）は、メキシコハリスコ州テキーラに存在するテキーラ製造会社の社名（テキーラ・アレッテ社）及びそこで製造されるクラフトテキーラのブランド名である。

## 沿革
1926年、テキーラブランドであるオレンダインの創業者ドン・エドゥアルド・オレンダイン・ゴンサレス（en:Don Eduardo Orendain González）が町の古い蒸留所エル・リャノ（El Llano）を買い取りテキーラの製造を始める。
1944年、テキーラ・サウサの創業者ドン・セノビオ・サウサ（en:Don Cenobio Sauza）より土地を得たことで、オレンダインの製造をラ・メヒカーナ蒸留所（La Mexicana）へと移す。
1978年、エル・リャノ蒸留所売却の計画を聞いたドン・エドゥアルドの二人の孫、エドゥアルド・オレンダインとハイメ・オレンダインの兄弟は祖父よりエル・リャノ蒸留所を買い取り再建する。
1986年、兄弟は蒸留所の所有権を正式に得て操業を開始する。

## 由来
1948年、ロンドンオリンピックの障害馬術競技でウンベルト・マリレス将軍（en:Humberto Mariles）がメキシコに初の金メダルをもたらした。この時彼が騎乗した馬は、テキーラ村のあるバジェス地方で生まれた片眼が見えない「アレテ（Arete）」という名の馬だった。

幼少の頃より馬が大好きで乗馬を学んでいた創業者のエドゥアルドとハイメのオレンダイン兄弟は自分たちのブランド名をこの名馬にあやかることにした。

Areteはスペイン語でピアス・耳飾りという意味であるが、彼らの母方の苗字ジョバニーニ（en:Giovannini）がイタリア由来だったことから、イタリア語風にもう一つ”t”を加え自らのブランドを「Arette」と名付けた。  

## 製造の特徴

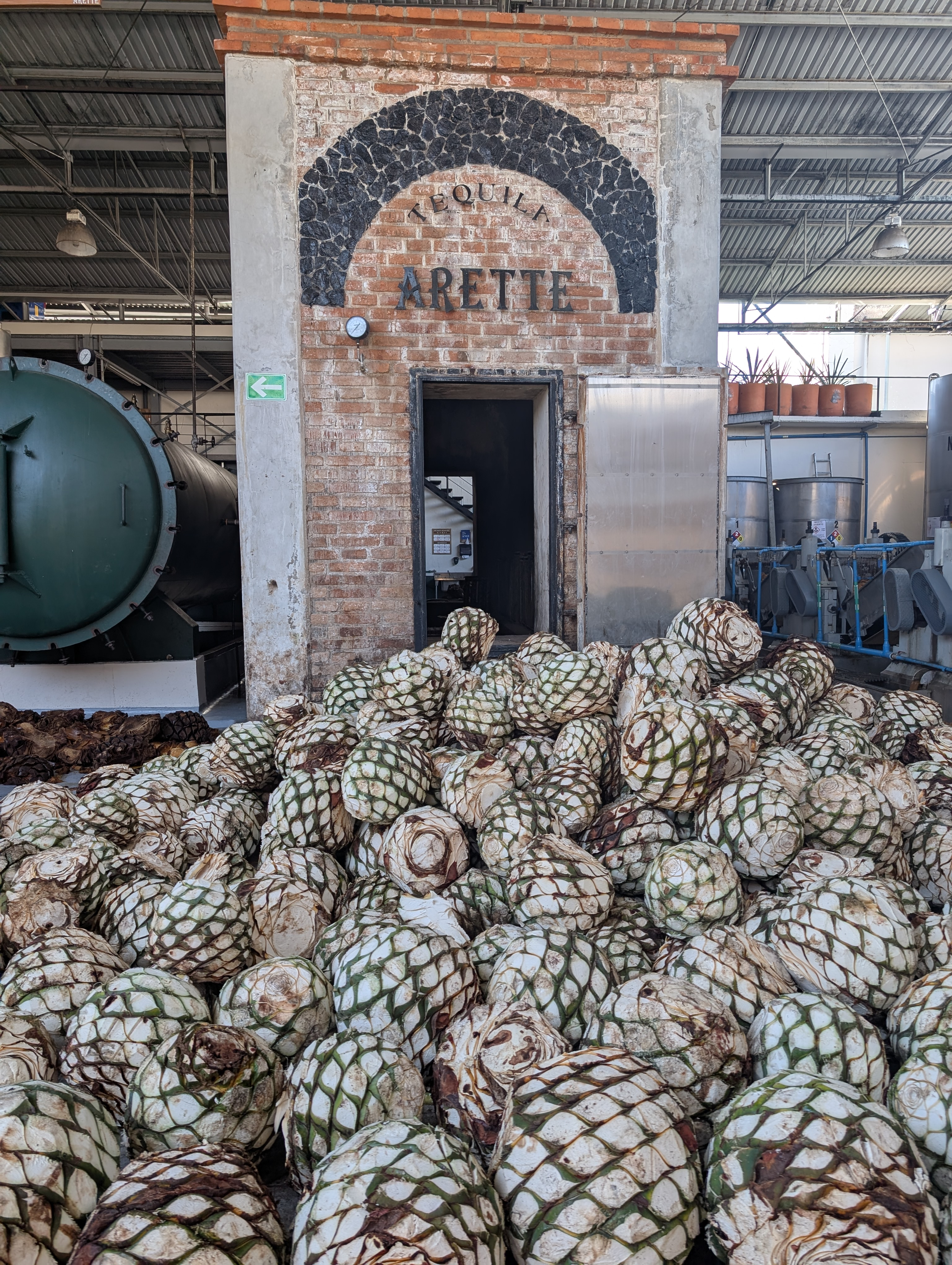

使用するアガベはすべてハリスコ州バジェス地方標高1,349～1,800メートルの地域で栽培され、成長促進剤や農薬を用いず6～7年成長したものが製造に使用される。発酵にはアガベ由来の天然酵母を使用し、3～5日かけて自然発酵させる。製造時に使用する水はテキーラ火山（en:Tequila Volcano）から引かれた湧き水であり、ミネラルを多く含んでいる。

一般的なテキーラ製造過程では風味を調整するために添加物を加える場合があるが、アレッテにおいては無添加で製造されており、アガベとテキーラ火山の湧き水のみを使用して作られた100％アガベテキーラである。

## 製品
| 製品名                                   | アルコール度数(日本) | 内容量   | 熟成期間 |
| ---------------------------------------- | -------------------- | -------- | -------- |
| アレッテ・ブランコ                       | 40％                 | 700ml/1L | 無し     |
| アレッテ・レポサド                       | 40%                  | 700ml    | 約6か月  |
| アレッテ・アルテサナル ブランコ          | 40%                  | 750ml    | 無し     |
| アレッテ・アルテサナル レポサド          | 40%                  | 750ml    | 約11か月 |
| アレッテ・アルテサナル アネホ            | 40%                  | 750ml    | 約18か月 |
| アレッテ・アルテサナル エクストラ アネホ | 40%                  | 750ml    | 約49か月 |
| アレッテ・アルテサナル ブランコ フエルテ | 50.5%                | 750ml    | 無し     |

製品リストは公式輸入代理店ジェイドックス株式会社による正規輸入品より記載。

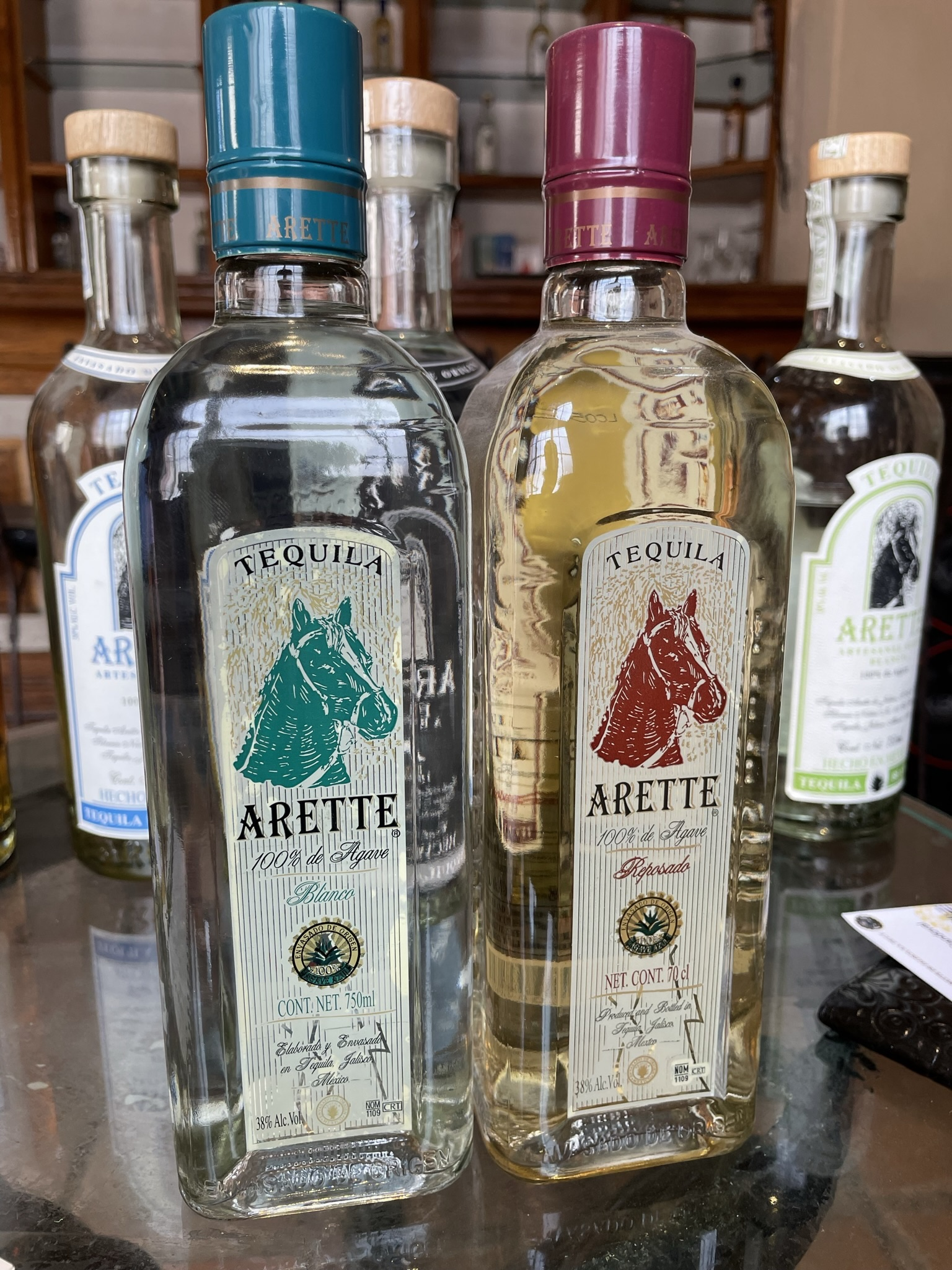
アレッテクラシコ
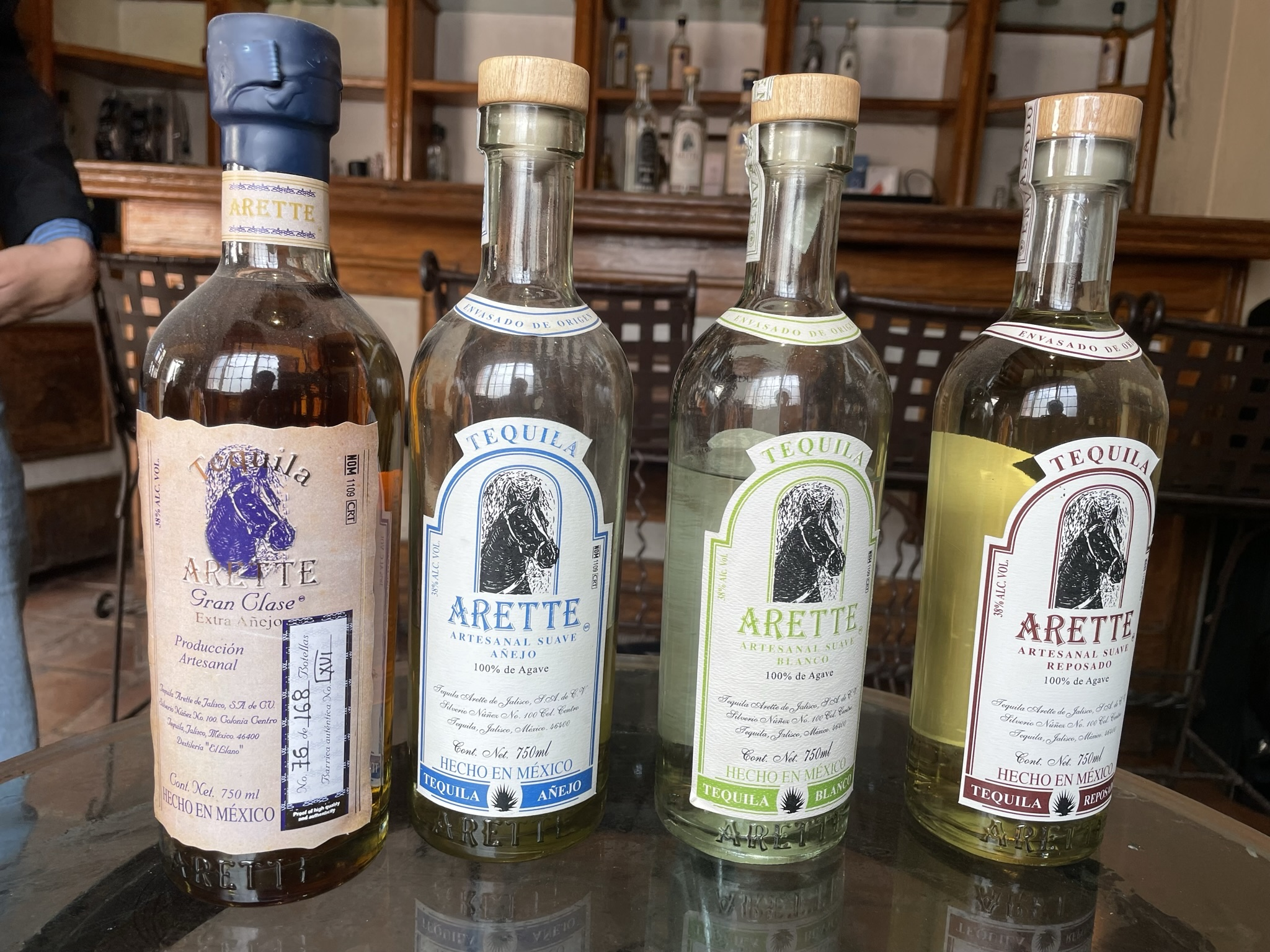
アレッテアルテサナル

## その他のブランド
- Agave De Oro
- El Gran Viejo
- Express
- Paladar

## その他
創業者のエドゥアルド・オレンダイン・ジョバニーニは1992年から1995年までテキーラの市長を務め、その後CNIT（メキシコテキーラ産業会議所）の会長を務めた（2003年-2004年、2012年-2015年）。